# 東惇
東 惇（ひがし あつし、1990年1月1日 - ）富山テレビ放送の元男性アナウンサー。2013年入社。

## 来歴・人物
- 三重県出身。血液型はA型。身長176cm、体重62kg。
- 小・中・高と生徒会長を務め、学生時代は読者モデルの活動も行っていた[1]。
- 2015年3月より警察記者クラブに加盟し記者業務を兼務していたが、2020年2月に富山テレビを退社。同年3月にテレビ愛知に移籍し、現在は愛知県警察記者クラブ、及び名古屋司法記者クラブでキャップを務めている[2]。
- 2021年、コロナ禍の介護タクシードライバーを追った『介護タクシー患者搬送275日』では、放送文化基金が開催した制作者フォーラムで優秀賞を受賞した[3]。
- 2024年にテレビ愛知で放送された『激撮！愛知県警密着24時～怒りの緊急パトロールSP～」では制作統括を務めた[4]。

## アナウンサー時代の担当番組
- Youドキッ!たいむ（レギュラー出演、2013年4月〜2014年3月）
- フレッシュ!!（メイン司会、2014年4月〜12月）
- BBTスーパーニュース